# Marjan Keršič
Marjan Keršič - Belač, slovenski kipar in alpinist, * 18. maj 1920, Ljubljana, † 3. junij, 2003, Ljubljana.  
Keršič je leta 1949 diplomiral na Akademiji za likovno umetnost v Ljubljani. V letih 1962 do 1966 je poučeval kiparske tehnike na Šoli za likovno oblikovanje v Ljubljani. Njegova prva dela so bila v slogu »socialističnega realizma« (spomenik NOB v Planini pri Rakeku 1953), nadaljeval pa v bolj umerjenem realizmu (spomenik Aleša Beblerja v Novi Gorici 1981).
Kot alpinist je sodeloval v JAHO I kjer je skupaj z Kunaverjem in Mahkoto osvojil Trisul III (6170 mnm).